# Полігідроксибутират

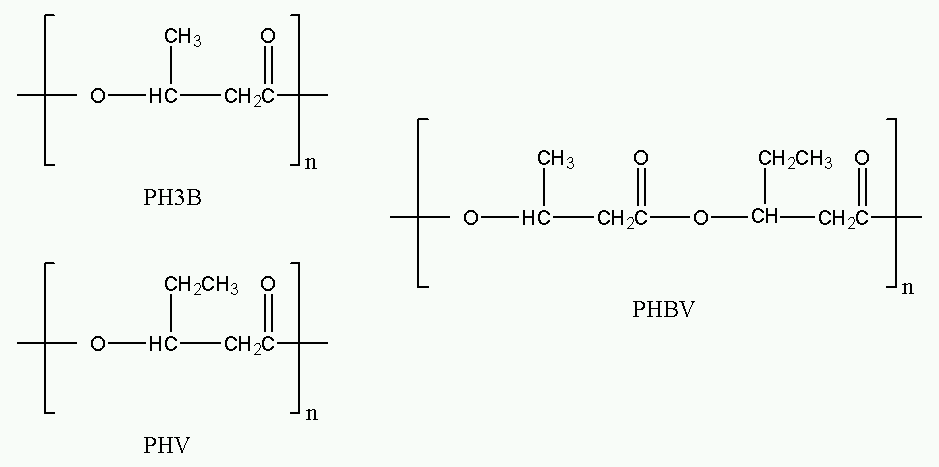
Структурна формула P3HB, PHV та їх кополімеру PHBV

Полігідроксибутірат (PHB) — полімер-полігідроксиалканоат (PHA) класу поліестерів, що був вперше ізольований та охарактеризований в 1925 році французьким мікробіологим морісом Лемуанем. PHB виробляється багатьома мікроорганізмами, такими як Alcaligenes eutrophus і Bacillus megaterium, ймовірно у відповідь на умови фізіологічного стресу. Цей полімер є продуктом асиміляції вуглецю (з глюкози або крохмалю) та використовується як форма збереження енергії, що метаболізується пізніше, коли зменшуються інші джерела енергії. Біосінтез PHB мікроорганізмами починається з реакції конденсації двох молекул ацетил-CoA із утворенням ацетоацетила-CoA, який пізніше відновлюється до гідроксибутірілу-CoA. Останнє речовина є мономером, що полімерізується у PHB.
Полі-3-гідроксибутірат (P3HB), одна з форм PHB, ймовірно є найзвичайнішою формою полігідроксиалканоатів, проте мікроорганізми виробляють і багато інших форм, зокрема полі-4-гідроксибутірат (P4HB), полігідроксивалерат (PHV), полігідроксигексаноат (PHH), полігідроксиоктаноат (PHO) та їх кополімери.